# Otto van Rees (schilder)

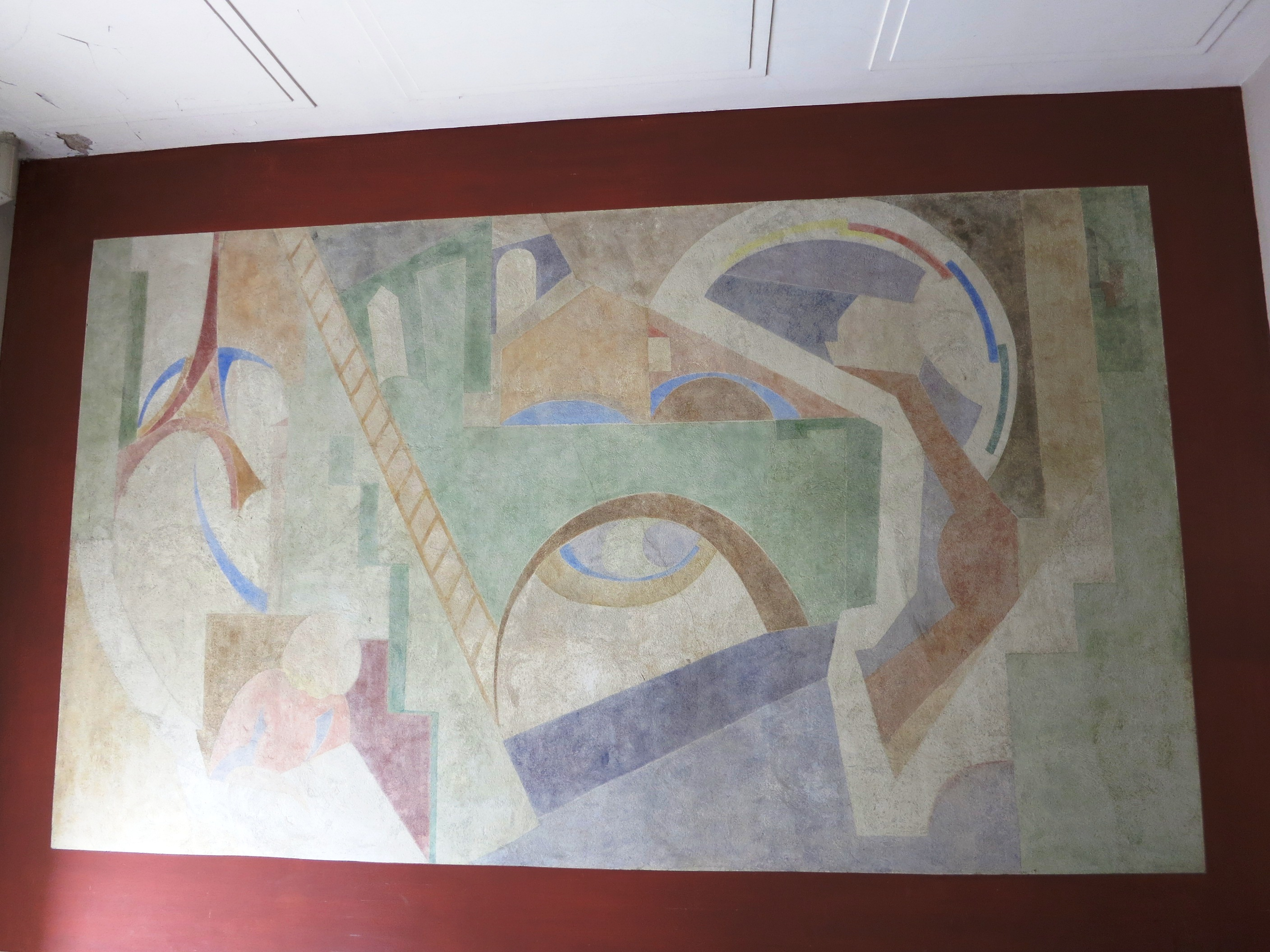
Muurschildering von Otto van Rees in Hottingen (Zürich)

Otto van Rees (Freiburg, 20 april 1884 - Utrecht, 19 mei 1957) was een kunstschilder.

## Jeugd
Otto van Rees groeide op in een intellectueel, socialistisch milieu. Zijn vader Jacob van Rees, hoogleraar histologie aan de Universiteit van Amsterdam, was maatschappelijk zeer geëngageerd. Geïnspireerd door ideeën van onder anderen Leo Tolstoj, stichtte hij in 1899 in Blaricum de Idealistische Kolonie van de Internationale Broederschap. Deze kolonie en het ouderlijk huis van Van Rees vormden een ontmoetingsplaats voor vrijdenkers, anarchisten, filosofen en kunstenaars. Tussen deze kolonie en die van de vegetaristen in het Zwitserse Ascona bestonden persoonlijke relaties. Van Rees zou later meerdere malen in Ascona verblijven.
Hij kreeg zijn eerste schilderlessen van Jan Toorop en Herman Heijenbrock. Op zeventienjarige leeftijd leerde hij Cathérine Dutilh kennen. Deze telg van een Rotterdamse koopmansfamilie had een artistieke opleiding doorlopen in Brussel en was naar Laren gekomen door haar belangstelling voor het socialisme en het anarchisme. In 1902 gingen Otto en Adya Dutilh samenwonen in een koloniehut in Blaricum.

## Domburg en Parijs
In 1904 werd Van Rees opgeroepen voor militaire dienst. Hij kreeg al snel uitstel en werkte met Adya in Domburg. Hij werkte hier in een luministische stijl. Als autodidact maakte hij zich gemakkelijker los van de traditionele kunstopvattingen dan geschoolde kunstenaars. Op advies van Toorop vertrok Van Rees na de zomer van 1904 naar Parijs. In Parijs vond hij onderdak in het ateliercomplex Bateau-Lavoir, waar hij Pablo Picasso en Georges Braque leerde kennen. In december 1904 voegde Adya zich bij hem. Beiden raakten bevriend met Kees van Dongen en zijn gezin. Op uitnodiging van Van Rees verbleef het gezin Van Dongen in 1905 enige tijd bij hen in Fleury-en-Bière in de omgeving van Barbizon. Het ‘vrije’ echtpaar Van Rees had daar een oude boerderij als zomerverblijf gehuurd. Van Rees en Van Dongen werkten hier in de neo-impressionistische stijl.
Eind 1905 verbleef het paar in Anzio in Italië. Daar schilderde Van Rees fauvistische landschappen. In 1906 werd zijn eerste dochter Aditya geboren. In mei 1907 meldde Van Rees zich voor het vervullen van zijn uitgestelde dienstplicht. In december kon hij het leger verlaten met groot verlof. Inmiddels waren zijn eerste doeken te zien op de 'Tentoonstelling van Levende Meesters' in het Stedelijk Museum in Amsterdam. In 1908 keerde Van Rees terug naar Parijs. In 1909 trad hij voor de wet in het huwelijk met Adya Dutilh. Het echtpaar kreeg in totaal drie kinderen; na Aditya (1906-1919), Magda of Magdalena (1910-1990) en Jean-Luc (1917-1980 (persfotograaf, vermoord)).
Tussen 1909 en 1912 veranderde de stijl van schilderen bij Van Rees. Het neo-impressionisme werd verlaten en maakte plaats voor een meer abstracte manier van werken. Ongetwijfeld heeft Georges Braque deze ontwikkeling mede beïnvloed. Van Rees was in deze periode actief betrokken bij de Parijse avant-gardisten. De kunstcriticus en schilder Conrad Kickert (1882-1965) faciliteerde bijeenkomsten bij hem thuis, waar avant-gardisten als Otto van Rees, Henri Le Fauconnier, Lodewijk Schelfhout, Piet Mondriaan, Fernand Léger en Jacoba van Heemskerck elkaar regelmatig ontmoetten. Kickert richtte de Moderne Kunstkring op. Het doel was de vele vernieuwingen in de schilderkunst onder de aandacht van het Nederlandse publiek te brengen. De eerste tentoonstelling in 1911, waar ook Van Rees exposeerde, confronteerde de bezoekers met kubisme, fauvisme en symbolisme. Het kubistisch werk van Van Rees werd ook geëxposeerd op tentoonstellingen in Keulen (1912) en Berlijn (1913). In 1913 was hij met drie werken vertegenwoordigd op de Salon des Indépendants in Parijs.

## Dada
In 1915 kreeg Van Rees ontslag uit militaire dienst. Hij reisde naar Ascona, waar hij zich bij zijn vrouw en kinderen voegde. Ascona was destijds een favoriete ontmoetingsplaats voor Europese vrijdenkers. Monte Verita was de naam van de hier gevestigde vrijdenkers kolonie en tijdens de Eerste Wereldoorlog was het door de neutraliteit van Zwitserland een toevluchtsoord geworden voor elders in Europa bedreigde vrijdenkers. Van Rees kwam er in contact met Arthur Segal (1875-1944) en Hans Arp (1887-1966). In 1915 exposeerden Otto en Adya van Rees met Hans Arp in Galerie Tanner in Zürich. Adya toonde er borduurwerken gebaseerd op avant-gardistische motieven en Otto toonde werk waarvoor hij ongebruikelijke materialen, zoals oude kranten, karton en zilverpapier had gebruikt. De expositie veroorzaakte veel ophef door het onconventionele karakter van de getoonde werken. Sommigen beschouwen dit als het (overigens onbedoelde) startpunt van het dadaïsme.
Café Voltaire was in Zürich het brandpunt van de dadaïstische beweging. De vaak provocerende multi-mediale voorstellingen, voorbereid en uitgevoerd door steeds wisselende groepen kunstenaars waren een protest tegen de verwoestingen en zinloosheid van het oorlogsgeweld. Van Rees behoorde tot de regelmatige bezoekers van de voorstellingen in dit café.
De verschrikkingen van de oorlog maakten diepe indruk op Otto en Adya van Rees. Onder invloed van de ideeën van de schrijver Pieter van der Meer de Walcheren en de Franse filosoof Jacques Maritain bekeerden eerst Adya en later ook Otto zich tot het katholicisme. Religieuze thema’s kregen daarna veel aandacht in de schilderijen van Van Rees.
Eind 1915 of begin 1916 werkten Van Rees en Arp aan muurschilderingen in de Pestalozzi Schule in Zürich. Binnen de Dada-beweging werden deze muurschilderingen zeer gewaardeerd en er klonken luide protesten toen ze na enkele jaren werden overgeschilderd. Pas in 1957/58 werden ze gerestaureerd. De fresco’s kunnen worden beschouwd als de eerste abstracte fresco’s in Zwitserland.
In 1918 ondertekende Van Rees het Dadaïstisch Manifest in Berlijn.

## Deurne, Parijs en Utrecht
In 1919 was de familie Van Rees op weg naar Ascona toen ze bij het Franse Pont-sur-Yonne betrokken raakten bij een treinongeluk. Hun dochter Aditya overleefde het ongeluk niet en Van Rees raakte ernstig gewond. Hij ging terug naar Nederland waar het fysieke herstel meer dan een jaar in beslag nam. Hij kwam er in contact met schilders van de Bergense School en mede daardoor maakte de kubistische wijze van werken plaats voor een meer figuratieve benadering.
Vanaf 1923 tot 1927 woonde het gezin Van Rees in Deurne in het Klein Kasteel. Van Rees en zijn vriend Moissey Kogan (1879-1943) stimuleerden de dorpsarts Hendrik Wiegersma zijn artistieke talenten verder te ontwikkelen. Zo werden het Klein Kasteel en het in 1922 gereed gekomen huis van Wiegersma ‘de Wieger’ ontmoetingsplaatsen voor tal van kunstenaars onder wie Ossip Zadkine, Albert Plasschaert, Charles-Albert Cingria en Joep Nicolas. In dit klimaat genoot Pieter Wiegersma zijn opvoeding.
Overigens pendelde Van Rees frequent tussen Parijs, Ascona en Deurne. In Ascona sloot hij zich in 1924 aan bij de kunstenaarsgroep Orsa Maggiore (Der Grosse Bär). Het echtpaar Van Rees bouwde een huis in Losone, niet ver van Ascona.
Op aandringen van zijn vrouw, die het leven in Deurne verstikkend vond, verhuisde hij in 1927 naar het Belgische Brasschaat. Ze woonden daar maar kort. In 1928 vertrokken ze naar Parijs. Daar raakte Van Rees betrokken bij de anti-surrealistische beweging Cercle et Carré. Abstracte composities overheersen dan in het werk van Van Rees.
Door de economische crisis van 1929 raakte het gezin Van Rees in financiële problemen. Opdrachten kwamen maar spaarzaam binnen en de ondersteuning door familieleden liep in omvang terug. De relatie tussen Otto en Adya kwam onder druk te staan, omdat van Rees een relatie had met een andere vrouw. Van Rees leidde in het begin van de jaren dertig eerst een zwervend bestaan zonder vaste verblijfplaats. Zijn vrouw en zoon bleven afwisselend in Parijs en Ascona wonen.
Halverwege de jaren dertig bracht Van Rees steeds meer tijd in Nederland door. Door bemiddeling van zijn schoonzoon Louis Kuitenbrouwer die met Magda getrouwd was (schrijversnaam Albert Kuyle) kreeg hij de beschikking over een atelier in Utrecht op de Oudegracht 55. Hij deelde die ruimte met andere kunstenaars zoals Gerrit Rietveld en Ries Mulder. Het atelier bevond zich boven het kantoor van de uitgeverij De Gemeenschap, Maandschrift voor Katholieke reconstructie. Albert Kuyle was de redactiesecretaris van dit tijdschrift. Otto van Rees was als vormgever bij dit tijdschrift betrokken. Toen zijn schoonzoon uit 'De Gemeenschap' trad en het fascistisch georiënteerde 'De Nieuwe Gemeenschap' oprichtte, leverde Van Rees ook voor dit tijdschrift illustraties, zonder zich overigens te conformeren met de ideologische grondslagen. In de Utrechtse periode richtte Van Rees zich vooral op het schilderen van portretten, stillevens en religieuze voorstellingen. Hij verzorgde o.a. een wanddecoratie in de Amsterdamse Obrechtkerk. Hij werd lid van het Genootschap ‘Kunstliefde’ en exposeerde bij Kunstzaal Wagenaar. In Utrecht ontmoette hij Manna Smitt, die onder de naam Micha Landt als kunstenares werkte en bekendheid genoot door haar bloemstillevens. Hij bleef evenwel getrouwd met Adya Dutilh.
In 1935 bereisde hij met Albert Kuyle delen van het Middellandse Zeegebied. Het inspireerde Kuyle tot zijn boek ‘Land van dorst’, waarvoor Van Rees de illustraties verzorgde. In de Tweede Wereldoorlog verbleef hij met Micha Landt regelmatig in Limburg.
Na 1945 trad Van Rees niet meer op de voorgrond. In 1950 maakte zijn werk deel uit van de Nederlandse inzending voor de ‘Esposizione Internazionale di Arte Sacra 1900-1950' in Rome. In 1951 werd de relatie met Micha Landt verbroken en enige tijd daarna voegde Adya van Rees zich weer bij haar man. Vanaf 1952 kon Van Rees rekenen op financiële ondersteuning door de overheid als erkenning voor zijn betekenis voor de Nederlandse kunst. De naoorlogse kunstontwikkelingen verhinderden dat hij nog veel opdrachten verwierf.
In 1953 en 1955 bereisde hij Joegoslavië en Griekenland, reizen die hem inspireerden tot het maken van nieuw werk. In 1956 was er van hem in het Museum van Nieuwe Religieuze Kunst in Utrecht een overzichtstentoonstelling met gunstige perskritieken.
In 1957 overleed Otto van Rees als gevolg van een verkeersongeluk. Adya van Rees overleed in 1959.
Niet alleen door zijn werk waarin veel plaats was voor experimenten, maar ook als tussenpersoon speelde hij een belangrijke rol in de Nederlandse kunst. Zijn artistieke netwerk was omvangrijk, met name in de periode waarin de Europese avant-garde nieuwe wegen insloeg. Door zijn persoonlijke contacten kon men in Nederland kennisnemen van deze nieuwe ontwikkelingen.
De erven hebben na zijn dood de ‘Van Rees Stichting’ in het leven geroepen om het culturele erfgoed van Otto en Adya van Rees te behouden en te beheren.
- Bibliothèque nationale de France: cb15529635m (data)
- Biografisch Portaal: 02098952
- Digitale Bibliotheek voor de Nederlandse Letteren: rees030
- Gemeinsame Normdatei: 119199394
- International Standard Name Identifier: 0000 0000 8222 8615
- Library of Congress Control Number: n86069786
- Nationale Bibliotheek van Israël: 987007376239505171
- Nederlandse Thesaurus van Auteursnamen: 071051929
- RKD-Nederlands Instituut voor Kunstgeschiedenis: 65952
- SIKART: 12972293
- Système universitaire de documentation: 110543343
- Union List of Artist Names: 500013609
- Virtual International Authority File: 40183029
- WorldCat: E39PBJr3vCMvkV9BkvXRGRcgKd